# Sárgafarkú trupiál
A sárgafarkú trupiál (Icterus mesomelas) a madarak osztályának verébalakúak (Passeriformes) rendjébe, azon belül a csirögefélék (Icteridae) családjába tartozó faj.

## Rendszerezése
A fajt Johann Georg Wagler német ornitológus írta le 1829-ben, a Psarocolius nembe Psarocolius mesomelas néven.

## Alfajai
- Icterus mesomelas carrikeri Todd, 1917
- Icterus mesomelas mesomelas (Wagler, 1829)
- Icterus mesomelas salvinii Cassin, 1867
- Icterus mesomelas taczanowskii Ridgway, 1901[2]

## Előfordulása
Mexikó, Belize, Costa Rica, Guatemala, Honduras, Nicaragua, Panama, Ecuador, Kolumbia, Peru, Venezuela és Kuba területén honos.
Természetes élőhelyei a szubtrópusi és trópusi síkvidéki esőerdők, lombhullató erdők, mocsári erdők és mangroveerdők, valamint ültetvények. Állandó, nem vonuló faj.

## Megjelenése
Testhossza 20,5-23,5 centiméter, az átlagos testtömege a hímnek 49,7 gramm, a tojóé 38,5 gramm.

## Életmódja
Ízeltlábúakkal táplálkozik, de gyümölcsöt és nektárt is fogyaszt.

## Természetvédelmi helyzete
Az elterjedési területe rendkívül nagy, egyedszáma pedig stabil. A Természetvédelmi Világszövetség Vörös listáján nem fenyegetett fajként szerepel.